# Esamirim chionides
Esamirim chionides là một loài bọ cánh cứng trong họ Cerambycidae.